# Рихард Заринш
Проф. Рихард Карлис Валдемар Заринш (на латвийски: Rihards Zariņš) е латвийски и руски художник (график), графичен дизайнер, етнограф и популяризатор на латвийското народно изкуство. Автор е на банкноти на Руската империя и първите революционни марки на Съветска Русия, както и на герба (1921 г.), банкнотите и монетите на Латвия, създател на многобройни латвийски и руски пощенски марки. Той е основоположник на изкуството на офорта, литографията и приложната графика в Латвия.

## Биография

### Ранни години
Рихард Заринш е роден на 27 юни 1869 г. в Киегели, Волмарски окръг на Лифландска губерния в Латвия. Баща му е латвиец, управляващ Киегелското имение, а майка му е германка. Няколко години след раждането му семейството се премества в град Лигатне в северните части на страната, където баща му започва работа във фабрика за хартия. Там малкият Рихард тръгва на училище и там преминава детството му. Баща му забелязва, че синът му обича да рисува и го подтиква да продължава с това занимание.
През 1877 г. семейството отново се премества, този път в околностите на Грива, по онова време селище, близо до град Двинск (днес Даугавпилс). Там баща му започва работа като управител на друго имение. През 1886 г. 18-годишният Рихард завършва с отличие Гривското немско училище и заминава за Санкт Петербург. Става студент в Централното техническо-художествено училище на барон А.Л. Щиглиц (днес Санктпетербургска държавна художествено-промишлена академия „А. Л. Штиглиц“). Отначало специализира ксилография, а по-късно се прехвърля при майстора на репродукционна графика Василий Мате, при когото изучава офорт. Още тогава Заринш започва да събира и обобщава материали за латвийските народни орнаменти. По-късно това увлечение е сред главните му занимания през годините. Постъпва в младежкия клуб „Рукис“, в който участват латвийци, учещи в Петербург.
През 1895 г. Заринш завършва училището в класа по дърворезба и офорт и получава стипендия за обучение в чужбина. В продължение на 3 години, до 1899 г., се обучава при големи майстори в Берлин, Мюнхен, Париж и Виена. В Мюнхен изучава гравюра и литография в частните ателиета на А. Цик, Рудолф фон Зайтц и М. Дазио. Във Виена учи офорт в ателието на В. Унгер, след което заминава за Париж и Рим.
В австрийската столица се запознава с шведската студентка по пеене Ева Сундблад, на която посвещава своя първи екслибрис, създаден през 1897 г. По-късно се оженва за нея и в семейството се раждат 4 деца.

### Русия
След завръщането си в Петербург през 1899 година започва работа като художник в Руската държавна типография. По-късно става неин ръководител и заема тази длъжност до 1919 г. Рисува скици за банкноти, монети, ценни книжа, плакати, дипломи, поздравителни картички, пощенски марки и други. Негово дело са сериите пощенски марки с портрети на членове на царската династия Романови (1913), „За вдовици и сираци“ (1914), недовършената „Освобождение на Русия“ (1918) и други.
Едновременно с основната си работа Заринш участва в изложби на латвийските художници, прави илюстрации за пресата и книги, събира етнографски материали. От 1912 г. работи като преподавател във Висшите художествени ателиета в Рига.

### Латвия
През 1919 г. се завръща в Латвия, където става управител на създадената малко преди това печатница за държавни ценни книжа и изпълнява тези функции до 1933 г. Създава графичния дизайн на националните ценни книжа, на латвийската парична единица лат и нейното подразделение сантим, на пощенски марки и дипломи. През същата година Висшите ателиета са преобразувани в Латвийска художествена академия, в която Заринш създава ателие по графика, ръководи катедра и през 1934 г. получава званието професор. Освен това преподава етнография и латвийски орнамент до 1932 г. Работи като преподавател в академията до 1938 г.
През 1926 г. Заринш е награден с ордена „Три звезди“ трета степен и шведския „Орден на Васа“. Оригинални графики на художника се намират в Латвийския национален художествен музей, Музея на Дружеството на художниците в Рига, Държавния руски музей, Музея на Художествената академия в Санкт Петербург, а също и в частни колекции.
Рихард Заринш умира на 21 април 1939 г. в Рига. Погребан е в гробището Meža kapi (Межа капи, Горското гробище).

## Творчество
Художникът се занимава още с кавалетна графика и полага основите на екслибриса в латвийската графика, като създава около 75 образеца. Автор е на корицата на първия том на първото издание на „Латвийски дайни“. Създава офорти, литографии, рекламни плакати, илюстрира приказки, рисува карикатури и акварели. Разработва сборника „Латвийски орнаменти“ в три тома, който има голямо значение за изучаване на приложното изкуство на латвийците. Сред важните му творби е цикълът офорти „За какво шуми латвийската гора“, създаден на основата на латвийски предания.

### Пощенски марки
Заринш създава рисунки за много руски пощенски марки, между които е благотворителната серия от 1905 г. „За сираците на войниците от действащата армия“. Той е автор на 3 марки от тази серия – с номинал 5, 7 и 10 копейки. Автор е и на стандартните марки от 1906 г. с номинал 5 и 10 рубли, както и на няколко серии марки, издадени в периода 1909 – 1911 г.
Заедно с Иван Билибин и Евгений Лансере участва в създаването на юбилейна серия, посветена на 300-годишнината на династия Романови. Той е автор на пет от тези марки – с номинал 2, 3, 10, 20 копейки и 5 рубли. Създава изображенията и на първото издание на серията „В полза на войниците и техните семейства“, издадена през 1914 г. На следващата година се пускат в употреба допълнителни бройки от тази серия.
През 1922 г. ескизите, с които художникът участва в конкурс през 1914 г., са използвани за отпечатване на благотворителни марки „В помощ на населението, пострадало от провала на реколтата“. Орнаментна рамка, по ескиз на Заринш, е ползвана за пуснатата в употреба марка „Първа година от смъртта на Ленин“.
Заринш става автор и на първата революционна марка на Съветска Русия – „Освободена Русия“, известна също като „Ръка с меч, разрязваща верига“. Негово дело са и марките на първите, пуснати в обращение пропагандаторски марки в Беларуската народна република.
През февруари 2001 г. в Издателско-търговския център „Марка“ е проведен конкурс „Десетте най-добри руски марки за ХХ век“, в който вземат участие филателисти от 48 региона на Русия. За най-добра марка на столетието е призната марката на Заринш „Свети Георги Победоносец“ от серията „В полза на войниците и техните семейства“, пусната в обращение през 1914 г.
- Руски марки
- Марка на Руската империя (1906)
- „В полза на войниците и техните семейства“. Номинал 1+1 копейки (1914)
- „В полза на войниците и техните семейства“ – „Св. Георги Победоносец“ (1014)
- „В полза на гладуващите“, номинал 70 копейки (1922)
- „За гладуващите“. Без номинал, но с цена 25 рубли
- Орнаменталната рамка на марката „Първа година от смъртта на Ленин“

- Латвийски марки
- Зелма Брауер, изобразена от Заринш на поредица от латвийски банкноти и марки
- 1918 г.
- Убиец на дракони (1919)
- 1920 г.
- Първата латвийска марка за въздушна поща (1921)
- Първата служебна марка на Латвия (1926)

### Парични знаци
На Заринш принадлежи дизайнът на много руски и латвийски банкноти, както и на няколко латвийски монети. Докато работи в Петербург, изработва скиците и оформлението на руските парични знаци от 1, 3, 5, 10, 25 рубли и по една от страните на 100 и 500 рубли.
Най-голямото му постижение в сферата на банкноти и монети е латвийската монета с номинал 4 лата, изработена в стила на националния романтизъм. Сред народа тази монета е наричана „Милда“. Заедно с Вилис Круминиш създава изображението на герба на Латвийската република.
- Аверс на банкнота от 250 рубли на Временното руско правителство (1917)
- Диверс на банкнота от 250 рубли на Временното руско правителство (1917)
- Банкнота от 250 рубли на Временното руско правителство, с двуглав орел и свастика (1917)
- Аверс на монета от 5 лата (1931)
- Диверс на монета от 5 лата (1931)

## Етнография
Заринш обикаля цяла Латвия, за да събира образци от латвийските народни орнаменти. По поръчка на етнографския отдел към Руския музей събира колекция от дрехи, украшения, премети на бита и културата. В търсене на интересни образци обикаля обстойно латвийските историко-културна област Видземе и съвременната административна единица Курземе в рамките на Рига. Рихард Заринш се приема като основател на събирателството на етнографски предмети в Латвия.
Заедно с латвийския художник Юлий Мадерниекс организира първите частни художествени школи и курсове, менажира художествено-занаятчийски изложби, инициира създаването на колекция от изделия на народното изкуство в музеите на Латвия.

## Памет
В гривското училище, където като дете се обучава художникът, е поставена паметна плоча, а в училищния музей е организирана експозиция, посветена на художника.
В знак на признание за заслугите на Рихард Заринш и във връзка със 100-годишнината от рождението му е представена паметна изложба в Рига и е издаден каталог през 1969 г.